# Stethorus punctum
Stethorus punctum (лат.) — вид божьих коровок из подсемейства Scymninae.

## Описание
Жук длиной 1—1,5 мм. Тело овальной формы, сильно выпуклое, грубо пунктированное, имеет чёрную окраску, усики и ноги бурые.

## Экология
Кормится паутинными клещиками.

## Подвиды
- Stethorus punctum picipes Casey
- Stethorus punctum punctum (LeConte)